# Przymus sześciokątny Barca
Przymus sześciokątny Barca (ang. "Barco squeeze") to odmianą przymusu sześciokątnego (podwójnego przymusu trójkolorowego) którą opisał po raz pierwszy Edward T. Barco w magazynie The Bridge World w roku 1935.
```
                        ♠ A 5 4
                        
♥
 K W 3
                        
♦
 A W 8
                        ♣ A 10 7 2
             ♠ D 10 3 2           ♠ W 9 8
             
♥
 8 4                
♥
 2
             
♦
 10 9 5 3 2         
♦
 D 6 4
             ♣ K 8                ♣ W 9 6 5 4 3
                       ♠ K 7 6
                       
♥
 A D 10 9 7 6 5
                       
♦
 K 7
                       ♣ D
```

Grany jest szlem kierowy z pozycji S po wiście czwórką kier, rozgrywający zagrał kiery pięć razy doprowadzając do następującej końcówki:
```
                        ♠ A 5 4
                        
♥
 -
                        
♦
 A W 8
                        ♣ A 10
             ♠ D 10 3 2           ♠ W 9 8
             
♥
 -                  
♥
 -
             
♦
 10 9 5             
♦
 D 6 4
             ♣ K                  ♣ W 9
                       ♠ K 7 6
                       
♥
 7 6
                       
♦
 K 7
                       ♣ D
```

S gra teraz szóstkę kier, W i N wyrzucają po małym piku, a gracz E jest w przymusie - zrzucenie karty w kolorze młodszym od razu wyrabia lewę rozgrywającemu, musi więc odrzucić małego pika.  Rozgrywający gra teraz ostatniego atuta i w przymusie staje obrońca W - zrzucenie pika pozwala na wzięcie przez rozgrywającego trzech lew w tym kolorze, zrzucenie króla trefl daje możliwość odegrania damy trefl, a pozbycie się kara umożliwia rozgrywającemu zaimpasowanie damy u obrońcy E.